# Zwrotnik Raka

Mapa świata z naniesionym przebiegiem zwrotnika Raka

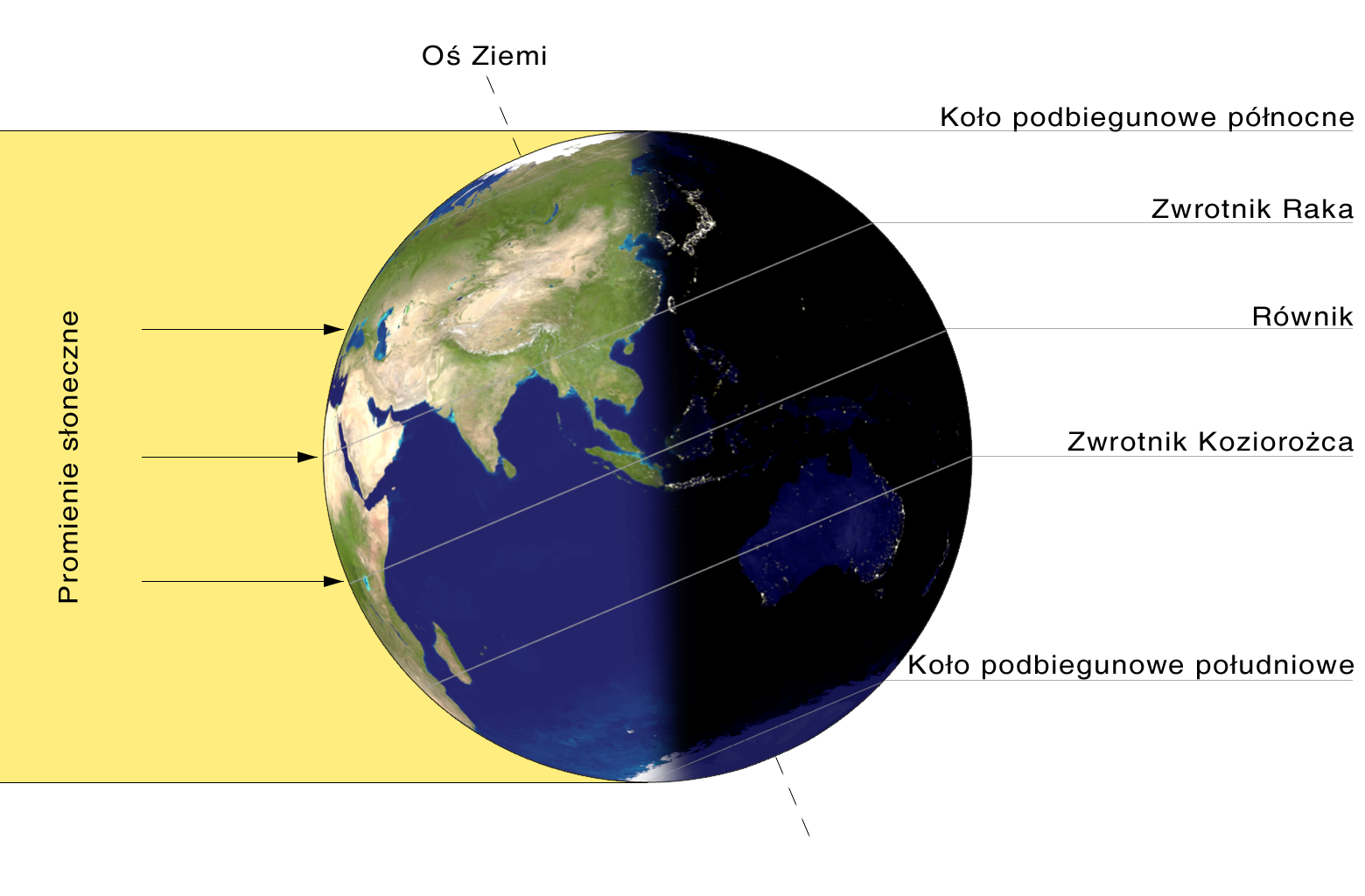
Promienie słoneczne padające na zwrotnik Raka w dniu przesilenia czerwcowego (przesilenie letnie na półkuli północnej, przesilenie zimowe na półkuli południowej).

Zwrotnik Raka (także zwrotnik północny) – równoleżnik na północnej półkuli Ziemi, wyznaczany przez najdalej na północ wysunięte punkty, nad którymi Słońce może podczas pozornej wędrówki po sklepieniu niebieskim znaleźć się w zenicie, zatem określony jest przez najdalej wysunięte na północ możliwe punkty podsłoneczne. Górowanie Słońca w zenicie nad zwrotnikiem Raka występuje tylko raz w czasie roku astronomicznego – w dniu przesilenia letniego na północnej półkuli (21–22 czerwca). Poza tym dniem Słońce w momencie południa słonecznego na zwrotniku Raka znajduje się na południe od zenitu.
Szerokość geograficzna zwrotnika Raka jest równa kątowi nachylenia ekliptyki do równika niebieskiego, w związku z czym podlega wahaniom zarówno długookresowym na skutek precesji osi ziemskiej, jak i krótkookresowym w wyniku nutacji. Na skutek tych zjawisk zwrotnik Raka przemieszcza się z prędkością kątową 0",47 rocznie w kierunku równika, co odpowiada przesunięciu o ok. 14 metrów na południe. W przybliżeniu szerokość geograficzna zwrotnika Raka wynosi 23°26′22″N (23.4394°).
Nazwa „zwrotnik Raka” pochodzi od faktu, że w momencie górowania w zenicie nad tym równoleżnikiem Słońce znajdowało się niegdyś właśnie w gwiazdozbiorze Raka. Obecnie na skutek precesji Słońce w czasie przesilenia letniego znajduje się w gwiazdozbiorze Bliźniąt. Na skutek zmiany nachylenia osi Ziemi Słońce ponownie znajdzie się w momencie przesilenia letniego w gwiazdozbiorze Raka za ok. 24 tys. lat.

Zwrotnik Raka przebiega przez trzy kontynenty: Afrykę, Azję i Amerykę Północną, przez oceany: Atlantycki, Indyjski i Spokojny oraz przez terytorium lądowe szesnastu państw: Algierii, Libii, Nigru, Czadu, Egiptu, Arabii Saudyjskiej, Zjednoczonych Emiratów Arabskich, Omanu, Indii, Bangladeszu, Mjanmy, Chin, Meksyku, Bahamów, Mauretanii i Mali, a także państw nieuznawanych Sahary Zachodniej i Republiki Chińskiej.  

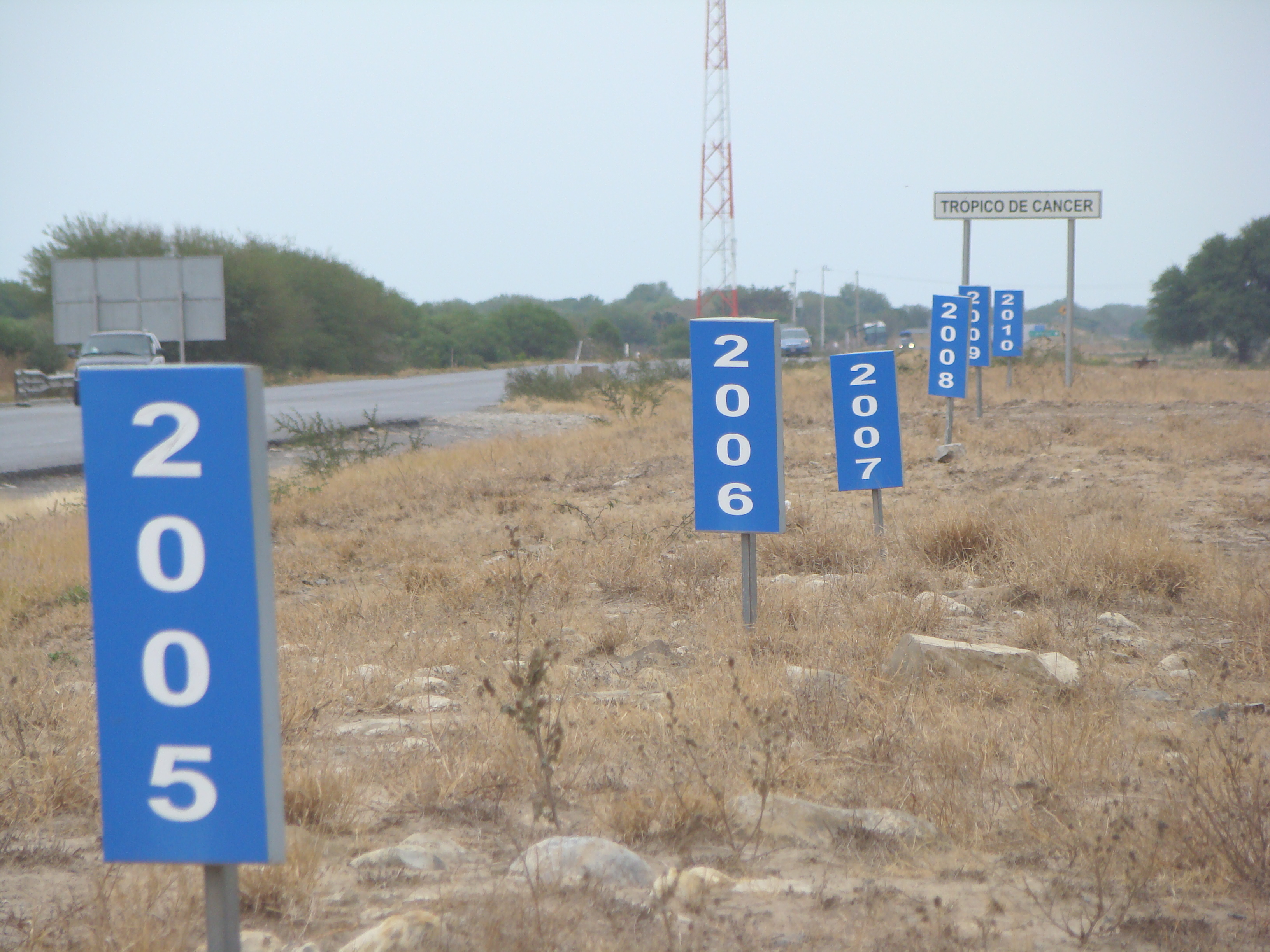
Znaki przedstawiające zmianę położenia zwrotnika Raka w Meksyku
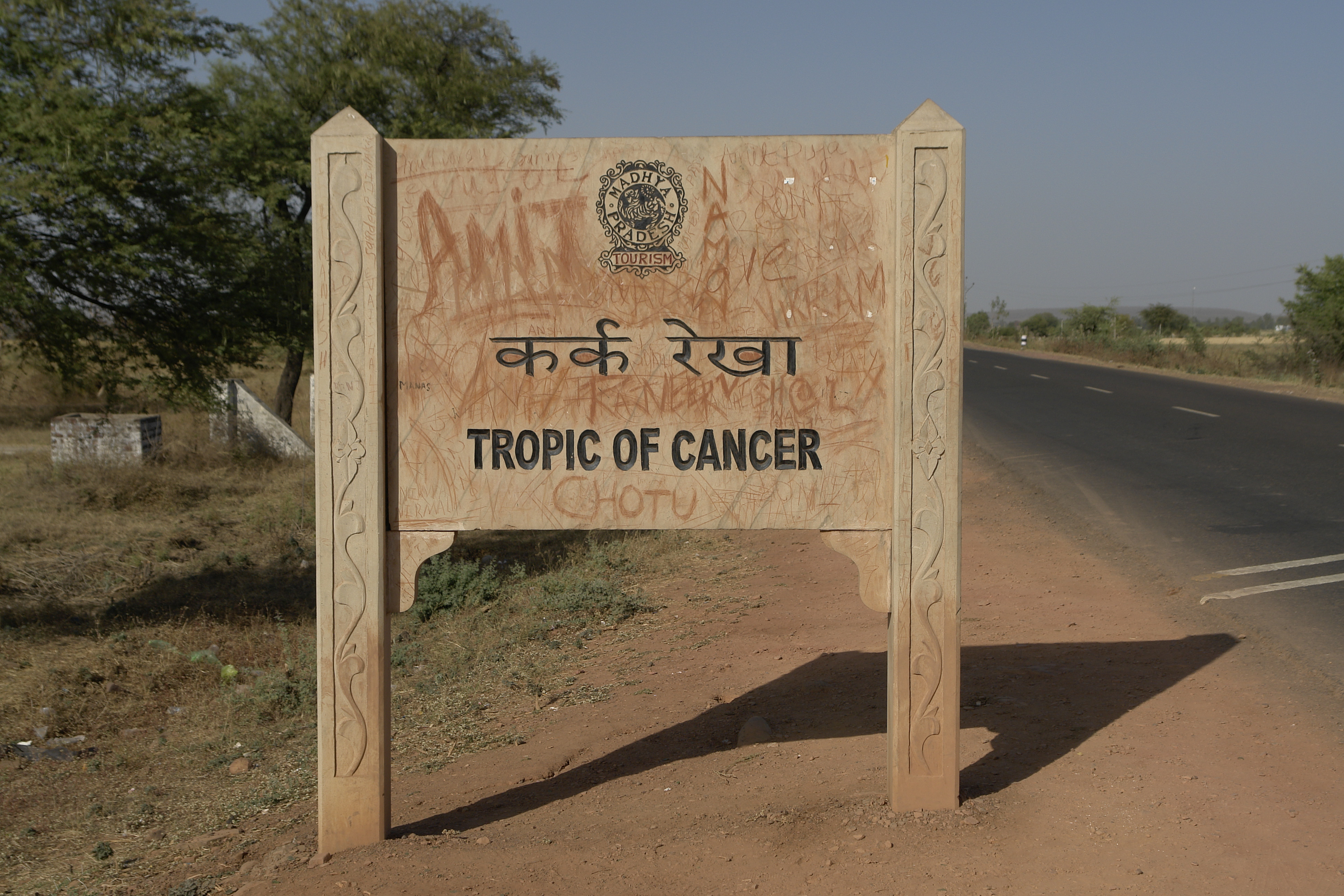
Znak w miejscu przebiegu zwrotnika Raka w Bhopal, w Indiach
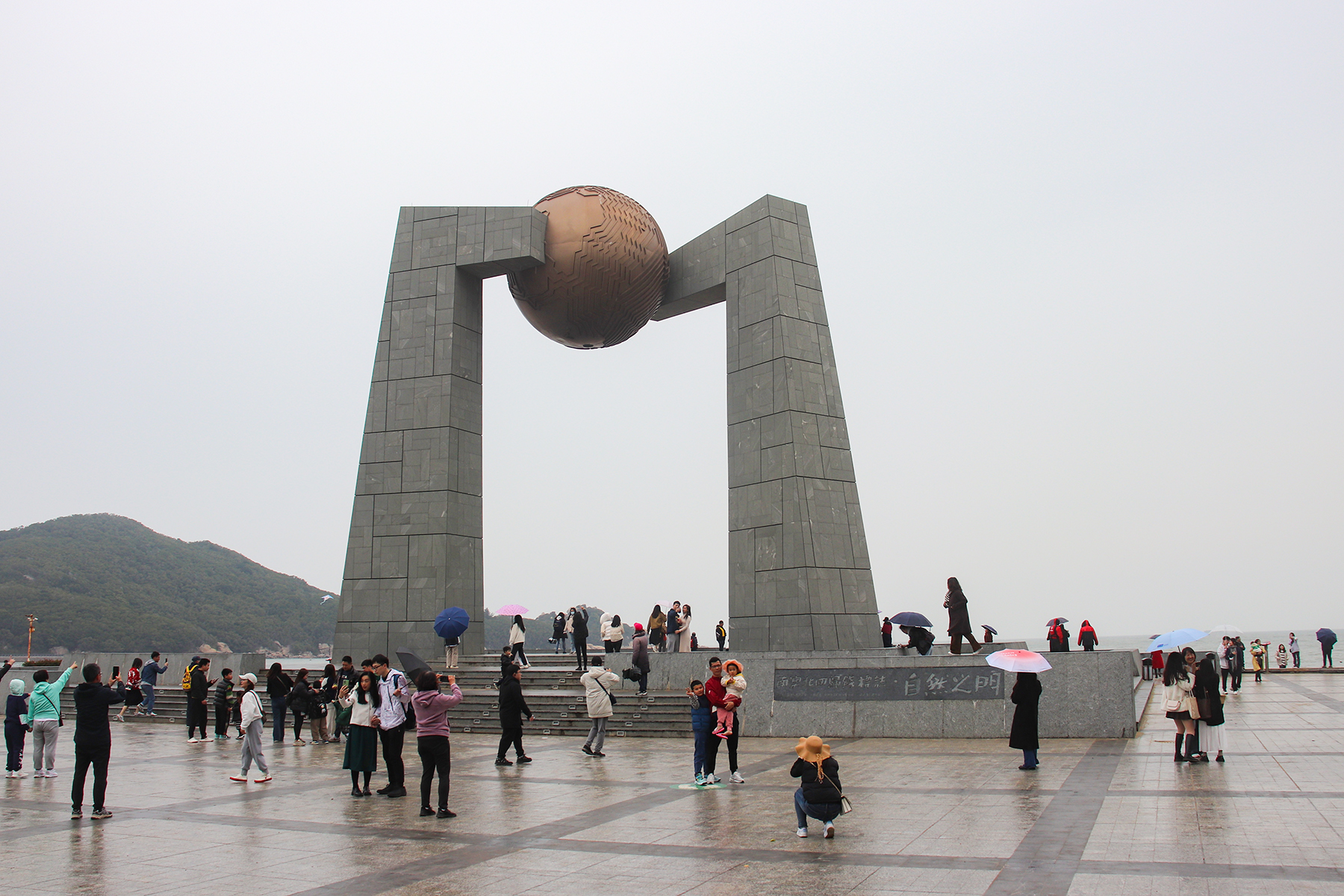
Monument na zwrotniku Raka w Nan'ao, w Chinach
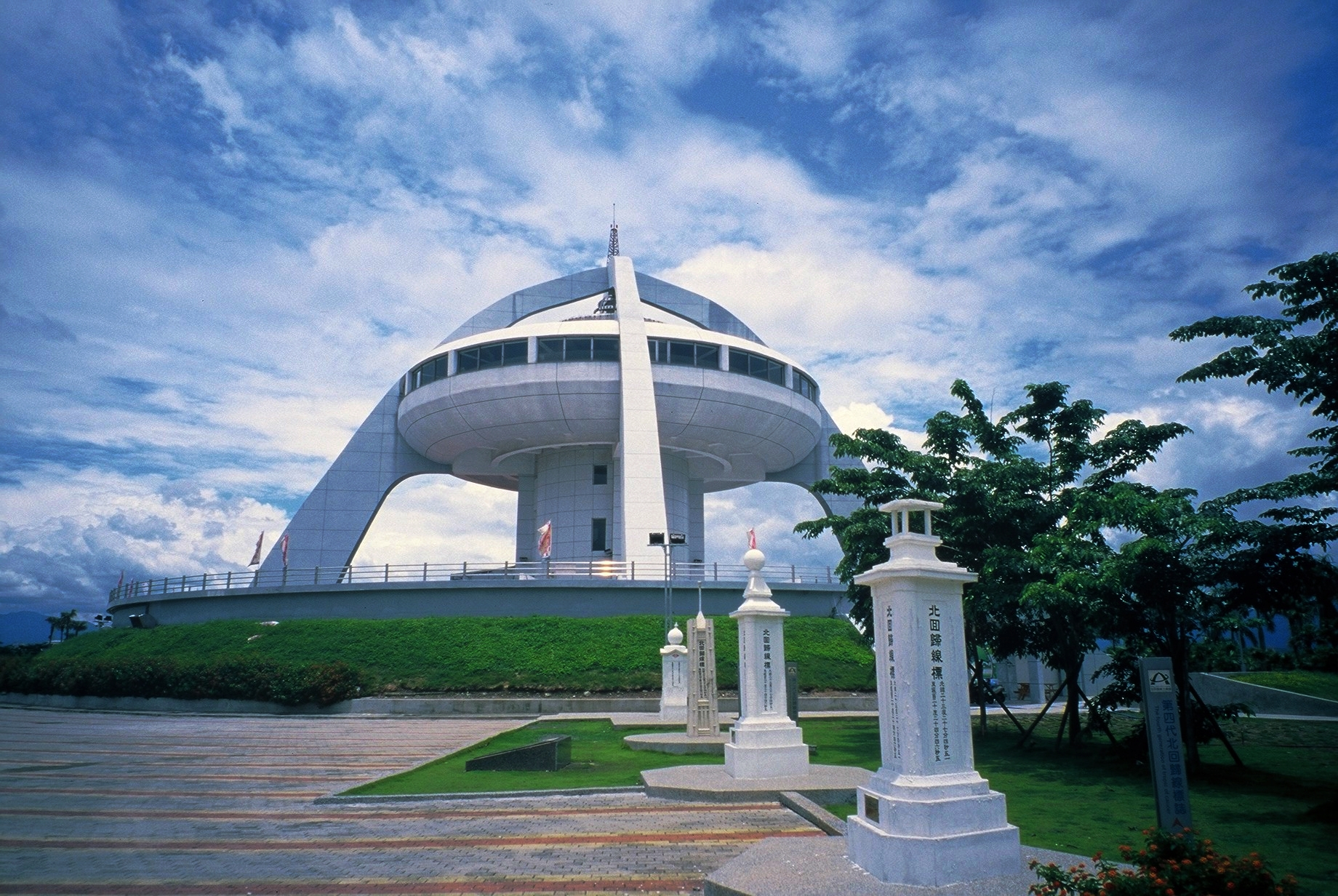
Monument na zwrotnku Raka w Jiayi na Tajwanie